# Ferenc Erkel
Ferenc Erkel (pronˈfɛrɛnts ˈɛrkɛl; 7 de novembro de 1810 – 15 de junho de 1893) foi um compositor húngaro, considerado pai da ópera nacional húngara, escrita principalmente sobre temas históricos, ainda muitas vezes levados à cena na Hungria. Compôs a música de "Himnusz", o hino nacional da Hungria, adoptado em 1844.
Os libretos das suas primeiras quatro óperas foram escritas por Beni Egressy. É conhecido por, escreveu peças para piano e coro. Chefiou a Orquestra Filarmônica de Budapeste (fundada em 1853). Foi diretor e professor de piano da Academia Húngara de Música até 1886. Foi o diretor musical da Ópera Estadual Húngara, aberta em aberta em 1884.

## Óperas
- Bátori Mária (1840)
- Hunyadi László (ópera) (1844)
- Erzsébet (1857)
- Bánk Bán (1861)
- Sarolta (1862)
- Dózsa György (1867)
- Brankovics György (1874)
- Névtelen hősök (1880)
- István király (1885)
- Kemény Simon